# Ferreirinha (futebolista)
Aldemir dos Santos Ferreira, conhecido apenas como Ferreira ou Ferreirinha (Dourados, 31 de dezembro de 1997) é um futebolista brasileiro que atua como ponta-esquerda. Atualmente joga pelo São Paulo.

## Carreira

### Operário Atlético Clube MS
Nascido em Dourados, de Mato Grosso do Sul, em 1997, iniciou sua trajetória na base do Operário Atlético Clube MS, participando de alguns campeonatos Municipais e campeonato estadual nos anos de 2011 a 2013.[carece de fontes?]
Grêmio
ingressou na base Grêmio em 2014.

#### Períodos de empréstimo
No começo de 2016, ele foi emprestado ao São Luiz para o Campeonato Gaúcho Série A2 e fez sua estreia no dia 13 de março de 2016, começando com uma vitória em casa por 3-2 contra o Panambi.
Marcou seu primeiro gol em 24 de março de 2016, marcando o jogo apenas em uma vitória em casa sobre o Caxias.
No dia 14 de dezembro de 2017, Ferreira foi emprestado ao Toledo para o Campeonato Paranaense que se seguiu. Regularmente utilizado, ingressou no vizinho Cianorte na Série D de 2018, ainda propriedade do Grêmio.
Em 9 de janeiro de 2019, Ferreira foi emprestado ao Aimoré, mas raramente apareceu devido a uma lesão no pé.

### Retorno ao Grêmio
Em seguida, voltou ao Tricolor e foi escalado para o time reserva do Campeonato Brasileiro de Aspirantes.
Em 23 de julho de 2019, Ferreira estendeu seu contrato com o Grêmio até o final de 2021, e ajudou os reservas a terminar em segundo lugar no Brasileirão de Aspirantes. Ele fez sua estreia na equipe em 29 de setembro, entrando como substituto no segundo tempo para Luciano na derrota por 2 a 1 fora de casa contra o Fluminense pela Série A.
Marcou seu primeiro gol no Brasileirão em 5 de dezembro de 2019, no duelo contra o Cruzeiro, na partida que acabou 2 a 0 para o Grêmio.
Em janeiro de 2022, Ferreira renovou seu contrato com o clube por três anos. Além do acordo, ele recebeu a camisa de número 10 para usar durante a temporada.

### São Paulo
Em 9 de janeiro de 2024, foi anunciado pelo São Paulo, assinando contrato até 2027. O São Paulo venceu o Santo André por 3 a 1, jogo válido pelo Campeonato Paulista que marcou a estreia de Ferreirinha em 20 de janeiro de 2024. Ele entrou aos 29 minutos do segunto tempo
Ferreirinha entrou em campo na temporada 2024 em 49 jogos. No entanto, apenas 28 como titular. Um 12º jogador sempre chamado por Zubeldía para ajudar a equipe em campo. Foram oito gols e três assistências no ano.

## Estatísticas
Atualizadas até 26 de abril de 2025.
Clubes
| Clube             | Temporada         | Campeonato nacional | Campeonato nacional | Campeonato nacional | Copa nacional[a] | Copa nacional[a] | Copa nacional[a] | Competições continentais[b] | Competições continentais[b] | Competições continentais[b] | Outros torneios[c] | Outros torneios[c] | Outros torneios[c] | Total | Total | Total   |
| Clube             | Temporada         | Jogos               | Gols                | Assist.             | Jogos            | Gols             | Assist.          | Jogos                       | Gols                        | Assist.                     | Jogos              | Gols               | Assist.            | Jogos | Gols  | Assist. |
| ----------------- | ----------------- | ------------------- | ------------------- | ------------------- | ---------------- | ---------------- | ---------------- | --------------------------- | --------------------------- | --------------------------- | ------------------ | ------------------ | ------------------ | ----- | ----- | ------- |
| São Luiz          | 2016              | —                   | —                   | —                   | —                | —                | —                | —                           | —                           | —                           | 1                  | 0                  | 0                  | 1     | 0     | 0       |
| São Luiz          | Total             | —                   | —                   | —                   | —                | —                | —                | —                           | —                           | —                           | 1                  | 0                  | 0                  | 1     | 0     | 0       |
| Toledo            | 2018              | —                   | —                   | —                   | —                | —                | —                | —                           | —                           | —                           | 11                 | 2                  | 0                  | 11    | 2     | 0       |
| Toledo            | Total             | —                   | —                   | —                   | —                | —                | —                | —                           | —                           | —                           | 11                 | 2                  | 0                  | 11    | 2     | 0       |
| Cianorte          | 2018              | 4                   | 0                   | 0                   | —                | —                | —                | —                           | —                           | —                           | —                  | —                  | —                  | 4     | 0     | 0       |
| Cianorte          | Total             | 4                   | 0                   | 0                   | —                | —                | —                | —                           | —                           | —                           | —                  | —                  | —                  | 4     | 0     | 0       |
| Aimoré            | 2019              | —                   | —                   | —                   | —                | —                | —                | —                           | —                           | —                           | 2                  | 0                  | 0                  | 2     | 0     | 0       |
| Aimoré            | Total             | —                   | —                   | —                   | —                | —                | —                | —                           | —                           | —                           | 2                  | 0                  | 0                  | 2     | 0     | 0       |
| Grêmio            | 2019              | 4                   | 1                   | 2                   | —                | —                | —                | —                           | —                           | —                           | —                  | —                  | —                  | 4     | 1     | 2       |
| Grêmio            | 2020              | 22                  | 2                   | 0                   | 8                | 0                | 0                | 6                           | 1                           | 1                           | 4                  | 0                  | 0                  | 40    | 3     | 1       |
| Grêmio            | 2021              | 29                  | 3                   | 6                   | 2                | 0                | 0                | 8                           | 7                           | 3                           | 13                 | 4                  | 4                  | 52    | 14    | 13      |
| Grêmio            | 2022              | 9                   | 1                   | 0                   | —                | —                | —                | —                           | —                           | —                           | 6                  | 0                  | 0                  | 15    | 1     | 0       |
| Grêmio            | 2023              | 25                  | 4                   | 3                   | 6                | 2                | 1                | —                           | —                           | —                           | 8                  | 1                  | 1                  | 39    | 7     | 5       |
| Grêmio            | Total             | 89                  | 11                  | 11                  | 16               | 2                | 1                | 14                          | 8                           | 4                           | 31                 | 5                  | 5                  | 150   | 26    | 21      |
| São Paulo         | 2024              | 26                  | 5                   | 1                   | 4                | 0                | 0                | 5                           | 0                           | 1                           | 14                 | 3                  | 0                  | 49    | 8     | 2       |
| São Paulo         | 2025              | 6                   | 3                   | 2                   | 0                | 0                | 0                | 3                           | 2                           | 0                           | 9                  | 0                  | 0                  | 18    | 5     | 2       |
| São Paulo         | Total             | 32                  | 8                   | 3                   | 4                | 0                | 0                | 8                           | 2                           | 1                           | 23                 | 3                  | 0                  | 67    | 13    | 4       |
| Total na carreira | Total na carreira | 125                 | 19                  | 14                  | 20               | 2                | 1                | 22                          | 10                          | 5                           | 68                 | 10                 | 5                  | 235   | 41    | 25      |

- a. ^ Jogos da Copa do Brasil
- b. ^ Jogos da Copa Libertadores e Copa Sul-Americana
- c. ^ Jogos do Campeonato Gaúcho, Campeonato Paranaense, Campeonato Paulista e Super Copa do Brasil

## Títulos
Grêmio
- Campeonato Gaúcho: 2020, 2021, 2022 e 2023[16]

- Recopa Gaúcha: 2023[carece de fontes?]

São Paulo
- Supercopa Rei: 2024[17]

### Prêmios Individuais
- Seleção da final da Copa do Brasil: 2020[carece de fontes?]
- Seleção do Campeonato Gaúcho: 2021[carece de fontes?]
- Craque do Campeonato Gaúcho: 2021[carece de fontes?]

### Recordes
- Maior artilheiro do Grêmio na Copa Sul-americana: 5 Gols[carece de fontes?]